# 橋川時雄
橋川 時雄（はしかわ ときお、1894年（明治27年）3月22日 - 1982年（昭和57年）10月19日）は、日本の中国文学者である。号に「酔軒」、「子雍」がある。

## 経歴・人物

### 出生から終戦まで
1894年、福井県足羽郡酒生村(現・福井県福井市酒生町)生まれ。1913年、福井師範学校（現在の福井大学）本科第一部課程を修了し、同年4月より福井県内で小学教諭となった。1914年12月、福井師範学校校長の本多忠綱の推薦を受け、漢学者の勝屋馬三男（字は子駿、号は明賓）が主宰する簸水精舎に入った。1918年3月に中華民国に渡った1918年（大正7年）に中華民国に転勤し北京大学で聴講生となる。
卒業後はジャーナリストとして活動し、1922年から1927年までは「順天時報」で学芸を担当。1927年（昭和2年）に「文字同盟社」を主宰し、4年間にわたって中国語とその日本語の作品を併載した『文字同盟』の編纂及び発行を行った。
1928年から1945年まで日中両国共同の東方文化事業総委員会に勤務。17年間、委員として活動し、北京人文科学研究所では総務委員署理として運営にあたり、『続修四庫全書提要』の編纂を統括した。1942年3月、橋川一家は熊本に移住。しかし自身は中国に残り、終戦を迎えると1945年10月5日、中国教育部の特派員沈兼士に東方文化事業総委員会の移管を行った。

### 戦後
太平洋戦争終結後、1946年4月に帰国。帰国後は京都女子大学教授として教鞭を執った。1952年に大阪市立大学教授に転じた。1957年、関西大学に学位論文『中国文史学序説第一篇読騒篇』を提出して文学博士を取得。その後、二松學舎大学に転じ、講師、教授と昇進し、また図書館館長も務めた。1971年、二松學舎大学退任後は名誉教授となった。1982年10月19日、急性心不全のため、長野県野尻山荘で死去。

## 研究内容・業績
- 橋川の研究は広範に及び、主要な業績としては、陶淵明研究や『続修四庫全書提要』の編纂、楚辞、敦煌曲写本、詩歌などが挙げられる。
- 死後、漢籍蔵書約3300冊は二松学舎大学に寄贈され、「酔軒文庫」となっている[3]。

## 著作

### 著書
- 『中国文化界人物総鑑』1940年

### 中国語での書作
- 『陶集版本源攷』1931年

### 関連書籍
- 『橋川時雄の詩文と追憶』今村与志雄編、汲古書院、2006
- 『橋川時雄 民國期の學術界』高田時雄編、「映日叢書 第三種」臨川書店、2016

## 資料
- 朱新林2013「日本知識人の「屈騒」精神」[4]